# Jill Lepore
Pour les articles homonymes, voir  Lepore.
Jill Lepore, née le 27 août 1966 à West Boylston (Massachusetts), est une historienne et journaliste américaine.
Elle est professeur David Woods Kemper '41 d'histoire américaine à l'université Harvard, et rédactrice au New Yorker, où elle contribue depuis 2005. Elle écrit sur l'histoire, le droit, la littérature et la politique américains.
Ses essais et critiques ont également été publiés dans le New York Times, le Times Literary Supplement, le Journal of American History, Foreign Affairs, le Yale Law Journal, The American Scholar et l'American Quarterly. Trois de ses livres sont tirés de ses essais parus dans le New Yorker : The Mansion of Happiness: A History of Life and Death (2012), finaliste pour la médaille Carnegie pour l'excellence en non-fiction, The Story of America: Essays on Origins (2012), présélectionné pour le PEN Literary Award pour l'art de l'essai et The Whites of Their Eyes: The Tea Party's Revolution and the Battle for American History (2010). L'ouvrage de Jill Lepore, The Secret History of Wonder Woman (2014), a remporté le prix du livre d'histoire américaine 2015.

## Biographie
Jill Lepore naît le 27 août 1966 et grandit à West Boylston, une petite ville à l'extérieur de Worcester, dans le Massachusetts. Son père est directeur d'école secondaire et sa mère est professeur d'art. Jill Lepore n'a pas très tôt le désir de devenir historienne, mais elle affirme avoir voulu être écrivain dès l'âge de six ans. Elle participe au Corps de formation des officiers de réserve (ROTC) à l'Université Tufts, en commençant comme majeure en mathématiques. Finalement, elle quitte le ROTC et change de spécialité pour l'anglais. Elle obtient son baccalauréat en anglais en trois ans en 1987,. 
Après avoir obtenu son diplôme de Tufts, Jill Lepore occupe un emploi temporaire comme secrétaire à la Harvard Business School avant de retourner étudier. Elle obtient une maîtrise en culture américaine de l'Université du Michigan en 1990 et un doctorat en études américaines de l'Université Yale en 1995, où elle se spécialisée dans l'histoire de l'Amérique primitive.

## Carrière
Jill Lepore enseigne à l'Université de Californie à San Diego de 1995 à 1996 et à l'Université de Boston à partir de 1996 ; elle commence à Harvard en 2003,. En plus de ses livres et articles sur l'histoire, Jill Lepore publie en 2008 un roman historique, Blindspot, co-écrit avec Jane Kamensky, alors professeur d'histoire à l'Université Brandeis et aujourd'hui professeur d'histoire et directrice de la Fondation Pforzheimer de la bibliothèque Schlesinger de l'Université Harvard. Auparavant, Lepore et Kamensky avaient cofondé un journal d'histoire en ligne appelé Common-place. Jill Lepore est aujourd'hui professeur d'histoire à l'Université de Harvard, où elle occupe une chaire et enseigne l'histoire politique américaine. Elle se concentre sur les preuves manquantes dans les documents et articles historiques.
Jill Lepore rassemble des preuves historiques qui permettent aux chercheurs d'étudier et d'analyser les processus et les comportements politiques. Ses articles sont souvent à la fois historiques et politiques. Elle déclare : « L'histoire est l'art de construire un argument sur le passé en racontant une histoire fondée sur des preuves. ».
Elle contribue au New Yorker depuis 2005. Dans le numéro du 23 juin 2014, elle a critiqué le concept de destruction créatrice, associé à l'économiste politique d'origine autrichienne Joseph Schumpeter. La réponse de l'un de ceux dont elle discute le travail, Clayton M. Christensen, professeur à Harvard, est que son article « est un acte criminel de malhonnêteté – à Harvard, de tous les endroits »,.
De 2011 à 2013, Jill Lepore est chercheur invité de la Phi Beta Kappa Society. Elle prononce la conférence Theodore H. White sur la presse et la politique à la Kennedy School of Government de Harvard (2015), la conférence John L. Hatfield au Lafayette College (2015), la conférence Lewis Walpole Library à Yale (2013), la conférence Harry F. Camp Memorial à Stanford (2013), la conférence University of Kansas Humanities (2013), les conférences Joanna Jackson Goldman Memorial à la New York Public Library (2012), la conférence Kephardt à Villanova (2011), la conférence Stafford-Little à Princeton (2010) et la conférence Walker Horizon à DePauw (2009). Elle est présidente de la Society of American Historians et commissaire émérite de la National Portrait Gallery du Smithsonian. Elle est consultante et collaboratrice à des projets documentaires et d'histoire publique. Son histoire en trois parties « The Search for Big Brown » est diffusée sur The New Yorker Radio Hour en 2015.
En février 2022, Jill Lepore est l'un des 38 professeurs de Harvard à signer une lettre au Harvard Crimson défendant le professeur John Comaroff, qui avait été reconnu coupable d'avoir violé les politiques de conduite sexuelle et professionnelle de l'université. La lettre défendait Comaroff en le qualifiant d'« excellent collègue, conseiller et citoyen universitaire engagé » et exprimait sa consternation face à sa sanction par l'université. Après que les étudiants ont déposé une plainte contenant des allégations détaillées sur les actions de Comaroff et l'absence de réponse de l'université, Lepore est l'une des nombreuses signataires à dire qu'elle souhaitait retirer sa signature.

## Prix et distinctions (sélection)
- 1998 : Membre élu de l'American Antiquarian Society[21]
- 1998 : Prix Ralph Waldo Emerson de la Phi Beta Kappa Society pour The Name of War
- Prix Bancroft 1999 pour The Name of War[22]
- 2006 : Prix Anisfield-Wolf du livre (non-fiction) pour New York Burning
- 2014 : Élue membre de l'Académie américaine des arts et des sciences[23]
- 2014 : Prix d'histoire Mark Lynton pour Book of Ages: The Life and Opinions of Jane Franklin[24]
- 2014 : Élue à l'American Philosophical Society[25]
- 2015 : Prix du livre d'histoire américaine pour The Secret History of Wonder Woman[3]
- 2021 : Prix Hannah Arendt pour la pensée politique[26]

## Publications
- The Name of War: King Philip's War and the Origins of American Identity, New York, Alfred A. Knopf, 1998 (ISBN 978-0-679-44686-6)
- Encounters in the New World: A History in Documents, New York, Oxford University Press, 2000 (ISBN 978-0-19-510513-1, lire en ligne)
- A Is for American: Letters and Other Characters in the Newly United States, New York, Alfred A. Knopf, 2002 (ISBN 978-0-375-40449-8)
- New York Burning: Liberty, Slavery, and Conspiracy in Eighteenth-century Manhattan, New York, Alfred A. Knopf, 2005 (ISBN 978-1-4000-4029-2, lire en ligne)
- The Whites of Their Eyes: The Tea Party's Revolution and the Battle Over American History, Princeton, N.J., Princeton University Press, 2010 (ISBN 978-0-691-15027-7, lire en ligne)
- The Mansion of Happiness: A History of Life and Death, New York, Alfred A. Knopf, 2012 (ISBN 978-0-307-59299-6, lire en ligne)
- The Story of America: Essays on Origins, Princeton, N.J., Princeton University Press, 2012 (ISBN 978-0-691-15399-5)
- Book of Ages: The Life and Opinions of Jane Franklin, New York, Alfred A. Knopf, 2013 (ISBN 978-0-307-95834-1, lire en ligne)
- The Secret History of Wonder Woman, New York, Alfred A. Knopf, 2014 (ISBN 978-0-385-35404-2, lire en ligne )[27]
- Joe Gould's Teeth, New York, Alfred A. Knopf, 2016 (ISBN 978-1-101-94758-6)
- These Truths: A History of the United States, New York, W. W. Norton & Company, 2018 (ISBN 978-0-393-63524-9)
- This America: The Case for the Nation, New York, W. W. Norton & Company, 2019 (ISBN 978-1-63149-641-7)
- If Then: How the Simulmatics Corporation Invented the Future, New York, Liveright, 2020 (ISBN 9781631496110)
- The Deadline, New York, Liveright, 2023 (ISBN 978-1-63149-612-7, lire en ligne)[28],[29],[30]
- Avec Jane Kamensky, Blindspot: A Novel, 2008.